# 富日罗勒-圣瓦尔贝
富日罗勒-圣瓦尔贝（法語：Fougerolles-Saint-Valbert，法語發音：[fuʒʁɔl sɛ̃ valbɛʁ]）是法国上索恩省的一个市镇，属于吕尔区。该市镇于2019年由原市镇富日罗勒和圣瓦尔贝合并而成，行政中心位于富日罗勒。

## 地理
富日罗勒-圣瓦尔贝（47°53'7"N, 6°24'10"E）面积55.02 平方千米，位于法国勃艮第-弗朗什-孔泰大區上索恩省，该省份为法国东部内陆省份，北起顺时针与孚日省、贝尔福地区省、杜省、汝拉省、科多尔省和上马恩省接壤。
与富日罗勒-圣瓦尔贝接壤的市镇（或旧市镇、城区）包括：普隆比耶尔莱班、勒瓦勒达若勒、圣布雷松、拉东和沙庞迪、弗鲁瓦德孔什、呂克瑟伊萊班、方丹莱吕克瑟伊、科尔伯奈、拉韦夫尔、阿耶维莱尔-利约蒙。
富日罗勒-圣瓦尔贝的时区为UTC+01:00、UTC+02:00（夏令时）。

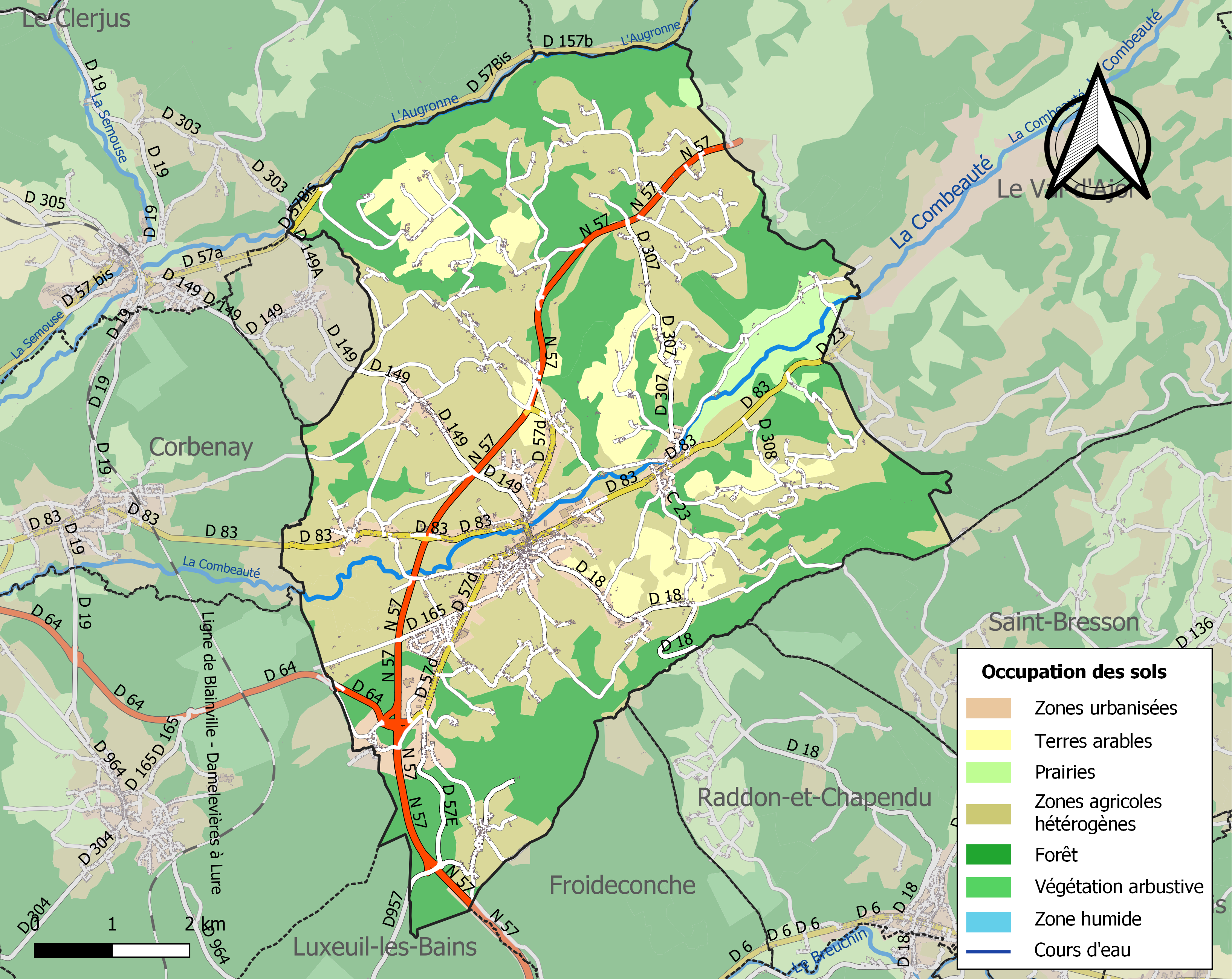
富日罗勒-圣瓦尔贝的OSM定位图

## 行政
富日罗勒-圣瓦尔贝的邮政编码为，INSEE市镇编码为70245。

## 政治
富日罗勒-圣瓦尔贝所属的省级选区为吕克瑟伊莱班县、瑟穆斯河畔圣卢县。

## 人口
富日罗勒-圣瓦尔贝于2022年1月1日时的人口数量为3777人。